# Jan Ankerman
Jan Geert Ankerman (Wommels, 2 marzo 1906 – Yangon, 27 dicembre 1942) è stato un hockeista su prato olandese.
È deceduto in un campo di internamento giapponese durante la seconda guerra mondiale.

## Palmarès

### Olimpiadi
- 1 medaglia:
  - 1 argento (Amsterdam 1928)